# Orientalisk musik
Orientalisk musik (eller musik från Mellanöstern) är folkmusik med kopplingar till de geografiska områden som kallas för Orienten, Mellanöstern och Centralasien, vilket omfattar mängder av olika musikaliska läror. Poetiska sånger, sofistikerade melodiska improvisationer och kompositioner som använder sig av långa, komplexa och rytmiska mönster är essentiella delar av mellanöstern och dess musik. Inom ramen för den orientaliska musiken har man under många generationer fört vidare den rika variationen av dialekter, melodiska och rytmiska mönster samt instrument.
Att skriva orientalisk musik och att framföra musiken är helt skilda saker som inte kan jämföras med västerländsk musik. Det är viktigt att urskilja de olika regionerna eftersom orientalisk musik kan komma ifrån Europa, Asien eller Afrika; alltså beror det på vilken region som diskuteras. Det som främst kännetecknar orientalisk musik är de så kallade kvartstonerna.